# Philippe de Valois, duc d’Orléans

Wappen Philipps von Valois

Philipp von Valois, auch Philipp von Frankreich (* 1. Juli 1336 im Manoir du Bois de Vincennes; † 1. September 1375 im Schloss Vincennes) aus dem Haus Valois war Herzog von Orléans und Touraine, Graf von Valois, Beaumont-le-Roger und Beaumont-sur Oise, Pair von Frankreich, Herr von Chauny, und Pierrefonds.

## Leben
Philipp war der jüngste Sohn – der zweite erwachsen gewordene – des Königs Philipp VI. von Frankreich († 1350); seine Mutter war Johanna von Burgund. Ab seinem 5. Lebensmonat wurde er Comte de Valois genannt. Sein älterer Bruder war Johann II. von Frankreich, Herzog der Normandie und ab 1350 König von Frankreich.
Er war noch im Kindesalter, als Johanna von Savoyen, einziges Kind des Herzogs Eduard von Savoyen († 1329) und Ehefrau von Herzog Johann III. von Bretagne, die sich als Erbin der Grafschaft Savoyen sah und den Anspruch ihres Onkels Aymon († 1343) nicht anerkannte, ihm mangels eigener Nachkommen all ihre Rechte als Universalerbe übertrug. Sein Vater, der König, unterzeichnete auf Initiative von Papst Clemens VI. (der 1342 ins Amt kam) dann allerdings einen Vertrag (ratifiziert in Chambéry am 25. Februar 1347), mit der diese Erbfolge gegen die Burgen Milly und Bicêtre an Aymons Sohn Amadeus VI. abgetreten wurde; Amadeus VI. heiratete schließlich 1355 Bonne de Bourbon, eine Nichte Philipps VI., wonach der Erbstreit in Savoyen beigelegt war.
Am 23. Februar 1343 setzte ihn Humbert II., Dauphin von Viennois ebenfalls als seinen Erben ein, ersetzte ihn dann aber am 7. Juni 1344 durch seinen Bruder, den Herzog der Normandie. Als Gegenleistung für den Verzicht auf die Dauphiné erhielt Philipp lediglich die Grafschaft Beaumont-le-Roger und die Vizegrafschaft Breteuil (beide nahm ihm sein Bruder am 5. März 1353 wieder weg).
Ab 11. April 1344 galt er als volljährig, blieb aber weiter unter Vormundschaft. Im gleichen Monat erhielt er von seinem Vater das eigens für ihn geschaffene Herzogtum Orléans; zudem bekam er das Herzogtum Touraine und die Grafschaft Valois als Apanagen verliehen. Zusätzlich wurde er zu einem Pair von Frankreich ernannt und als Monsieur le duc d’Orléans tituliert.
Philipp heiratete am 18. Februar 1345 die Prinzessin Blanka von Frankreich (* 1. April 1328 auf Schloss Châteauneuf-sur-Loire), Gräfin von Beaumont-le-Roger, Dame de Pontorson, eine Tochter von König Karl IV. dem Schönen und Johanna von Évreux. Die Ehe blieb kinderlos.
Am 26. September 1350 wurde er anlässlich der Krönung seines Bruders Johann II. zum Ritter geschlagen – und im Jahr darauf wurde dann die Vormundschaft beendet.
Philipp von Orléans nahm an den Kämpfen des Hundertjährigen Kriegs teil, auch an der Schlacht bei Maupertuis (Poitiers, 13. September 1356), in der er und sein Bruder in Gefangenschaft gerieten. Beide wurden bis 1360 in England festgehalten.
Er starb am 1. September 1375 im Schloss Vincennes und wurde in der Kathedrale Sainte-Croix in Orléans begraben. Seine Apanage fiel an die Krone zurück. Seine Ehefrau starb am 7. Februar 1392 (wohl in Orléans) und wurde in der Basilika Saint-Denis bestattet.
Philipp von Orléans hatte zwar keine ehelichen Kinder, dafür aber zwei uneheliche Söhne, deren Mütter unbekannt sind:
- Sohn, genannt Bastard von Orléans, der in Bourges in der Näge des Herzogs von Berry erzogen wurde und um 1380 in Château-Thierry starb
- Ludwig, genannt Bastard von Orléans, der am 23. November 1392 vom König seine Legitimation erfuhr; er wurde 1391 Bischof von Poitiers und 1394 Bischof von Beauvais, und starb am 27. März 1395 in Jerusalem auf seiner dritten Pilgerfahrt ins Heilige Land; die Beerdigung wurde am 27. Januar 1396 in der Kathedrale Notre-Dame de Paris begangen.